# Olavi Hänninen
Olavi Hänninen (ur. 14 grudnia 1920 w Lapinlahti, zm. 16 czerwca 1992 w Espoo) – fiński projektant wnętrz i designer.

## Życiorys
Studiował wzornictwo przemysłowe na Centralnej Szkole Sztuki i Projektowania i w 1948 zatrudnił się w domu towarowym Stockmann, gdzie projektował wnętrza działu meblowego. Stworzył kubki oraz metalowe krzesła kawiarniane z akrylowymi siedziskami do wybudowanego na Igrzyska Olimpijskie w 1952 hotelu Palace, które przyniosły mu sławę (nie zachowały się). Pracował w biurze architekta Viljo Revella. W latach 70. XX wieku był zaangażowany w projektowanie tramwajów dla Helsinek i pociągów podmiejskich Valtionrautatiet (VR).
W 1957 otrzymał złoty medal na 11. Triennale w Mediolanie za wystrój Pawilonu Fińskiego. Był jednym z twórców, którzy rozsławili fińskie wzornictwo na świecie oraz jednym z założycieli, a potem członkiem honorowym Fińskiego Towarzystwa Architektów Wnętrz (fin. Sisustusarkkitehdit).